# Return to the Apocalyptic City
A Return to the Apocalyptic City a Testament nevű thrash metal együttes második koncertanyaga, amely 1993-ban jelent meg az Atlantic Recordsnál. Az EP négy koncertdalát a Los Angeles Palladiumban rögzítették a The Ritual album lemezbemutató turnéján, ahol a klasszikus Testament-felállásból megmaradt három zenekari taghoz az ex-Forbidden gitáros Glen Alvelais, valamint az ex-Forbidden és Slayer dobos Paul Bostaph csatlakozott.

## Dalok
1. Over the Wall – 5:28
2. So Many Lies – 6:13
3. The Haunting – 4:28
4. Disciples of the Watch – 4:38
5. Reign of Terror (studio 1988) – 4:48
6. Return to Serenity (single edit) – 4:30

## Közreműködők
Koncertfelvételek
- Chuck Billy – ének
- Eric Peterson – gitár
- Glen Alvelais – szólógitár
- Greg Christian – basszusgitár
- Paul Bostaph – dob

Stúdiófelvételek
- Chuck Billy – ének
- Eric Peterson – gitár
- Alex Skolnick – szólógitár
- Greg Christian – basszusgitár
- Louie Clemente – dob

## Külső hivatkozások
- Testament hivatalos honlap
- Testament myspace oldal